# Zale atrisquamata
Zale atrisquamata är en fjärilsart som beskrevs av Paul Dognin 1914. Zale atrisquamata ingår i släktet Zale och familjen nattflyn. Inga underarter finns listade i Catalogue of Life.